# Shirin Yazdanbakhsh
Shirin Yazdanbakhsh, pers. شیرین یزدان‌بخش (ur. 1948 w Isfahanie) – irańska aktorka filmowa. Znana głównie z roli matki bohaterki filmu Rozstanie (2011) w reżyserii Asghara Farhadiego, za którą zdobyła zbiorowego Srebrnego Niedźwiedzia dla najlepszej aktorki na 61. MFF w Berlinie.